# Карьково (Московская область)
Карьково — деревня в Чеховском районе Московской области, в составе муниципального образования сельское поселение Баранцевское (до 29 ноября 2006 года входила в состав Баранцевского сельского округа)

## Население
| 2002 | 2006 | 2010 |
| ---- | ---- | ---- |
| 6    | ↗12  | ↗29  |

## География
Карьково расположено примерно в 31 км (по шоссе) на юг от Чехова, на безымянном правом притоке реки Лопасни, у западной стороны автодороги Крым, высота центра деревни над уровнем моря — 153 м.